# Вихорево (городской округ город Чкаловск)
Вихорево — деревня в городском округе город Чкаловск Нижегородской области России.

## География
Деревня находится в западной части Нижегородской области, в зоне хвойно-широколиственных лесов, при автодороге 22Р-0152, на расстоянии приблизительно 23 км (по прямой) к юго-западу от города Чкаловск, административного центра округа. Абсолютная высота — 111 м над уровнем моря.

### Климат
Климат характеризуется как умеренно континентальный, с коротким нежарким летом и холодной продолжительной зимой. Среднегодовая температура воздуха — 3,6 °C. Средняя температура воздуха самого холодного месяца (января) — −11,8 °C (абсолютный минимум — −40 °C); самого тёплого месяца (июля) — 18,4 °C (абсолютный максимум — 37 °С). Безморозный период длится в среднем 111 дней. Среднегодовое количество атмосферных осадков составляет 586 мм, из которых 410 мм выпадает в период с апреля по октябрь. Продолжительность залегания снежного покрова составляет в среднем 154 дня.

### Часовой пояс
Деревня Вихорево, как и вся Нижегородская область, находится в часовой зоне МСК (московское время). Смещение применяемого времени относительно UTC составляет +3:00.

## Население
| 2002 | 2010 |
| ---- | ---- |
| 9    | ↘5   |

### Национальный состав
Согласно результатам переписи 2002 года, в национальной структуре населения русские составляли 100 %.